# Mauree Turner
Mauree Turner (anglès: Mauree Nivek Rajah Salima Turner)  (Ardmore, 5 de gener de 1993) és una persona no-binària estatunidenca que va ser membre de la Cambra de Representants d'Oklahoma com a part del Partit Demòcrata entre 2021 i 2024. És la primera persona no-binària a formar part d'una legislatura estatal als Estats Units i la primera persona musulmana de la Cambra de Representants d'Oklahoma. Pertany també als Socialistes Democràtics d'Amèrica i pren part de l'organització comunitària tot sovint.

## Vida primerenca
Turner és d'Ardmore, a Oklahoma. És de religió musulmana, però es va criar en una família mixta de religió baptista i musulmana. La seua família va haver de rebre ajuda del Programa Assistencial de Nutrició Suplementària, i el seu pare va passar temps a la presó. Es va graduar a l'Ardmore High School i va assistir a la Universitat Estatal d'Oklahoma.
Ha estat membre de la junta del Consell de Relacions Americano-Islàmiques i ha liderat iniciatives per a la reforma de la justícia penal al país amb la Unió Americana per les Llibertats Civils.

## Carrera política
A les eleccions del 2020, Turner es va presentar com a demòcrata a la Cambra de Representants d'Oklahoma al districte 88, en mans del demòcrata en funcions Jason Dunnington. El districte es troba al centre d'Oklahoma City i conté el campus de la Universitat d'Oklahoma City. La seua campanya electoral es va centrar en la reforma de la justícia penal. Turner va superar a Dunnington a les eleccions primàries amb un 52,13% dels vots i va comptar amb el suport de la diputada del Congrés Ilhan Omar.
A les eleccions generals, va derrotar amb contundència Kelly Barlean, la candidata republicana, amb el 71,36% dels vots. Durant les eleccions generals, Turner també va rebre el suport de l'alcalde Pete Buttigieg i la senadora Elizabeth Warren.
El 2023, l'organització One Young World va nominar Turner al Premi al Polític de l'Any.

## Vida personal
Turner es defineix com a queer i femme no-binària. A més, empra el pronom neutre they en anglès.